# Рамла (Туніс)
Ремла (араб. رملة) — місто у Тунісі. Є головним містом на островах Керкенна. Входить до складу вілаєту Сфакс. У березні тут проходить триденний фестиваль восьминогів.

## Галерея

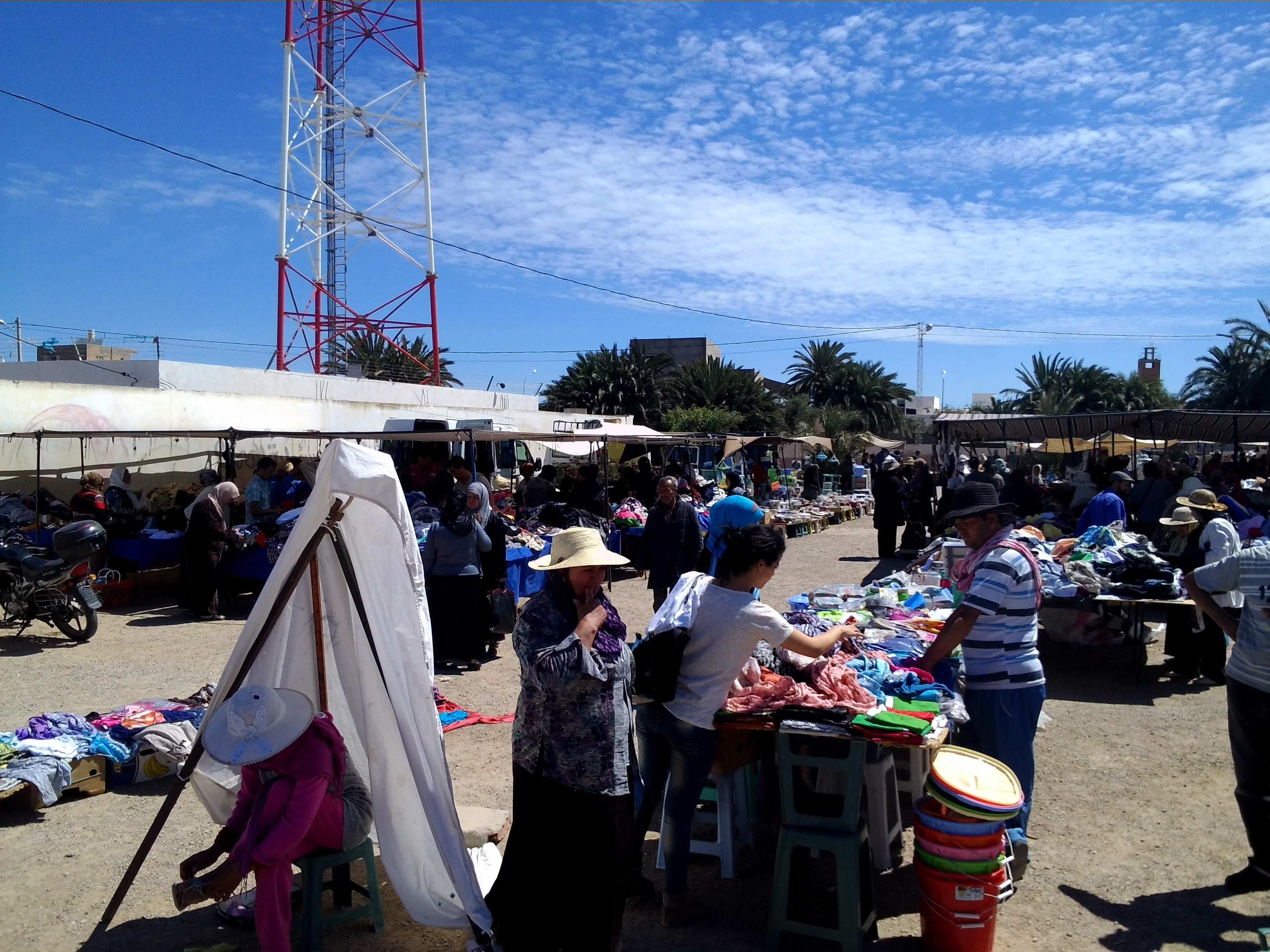
Ринок у Рамлі
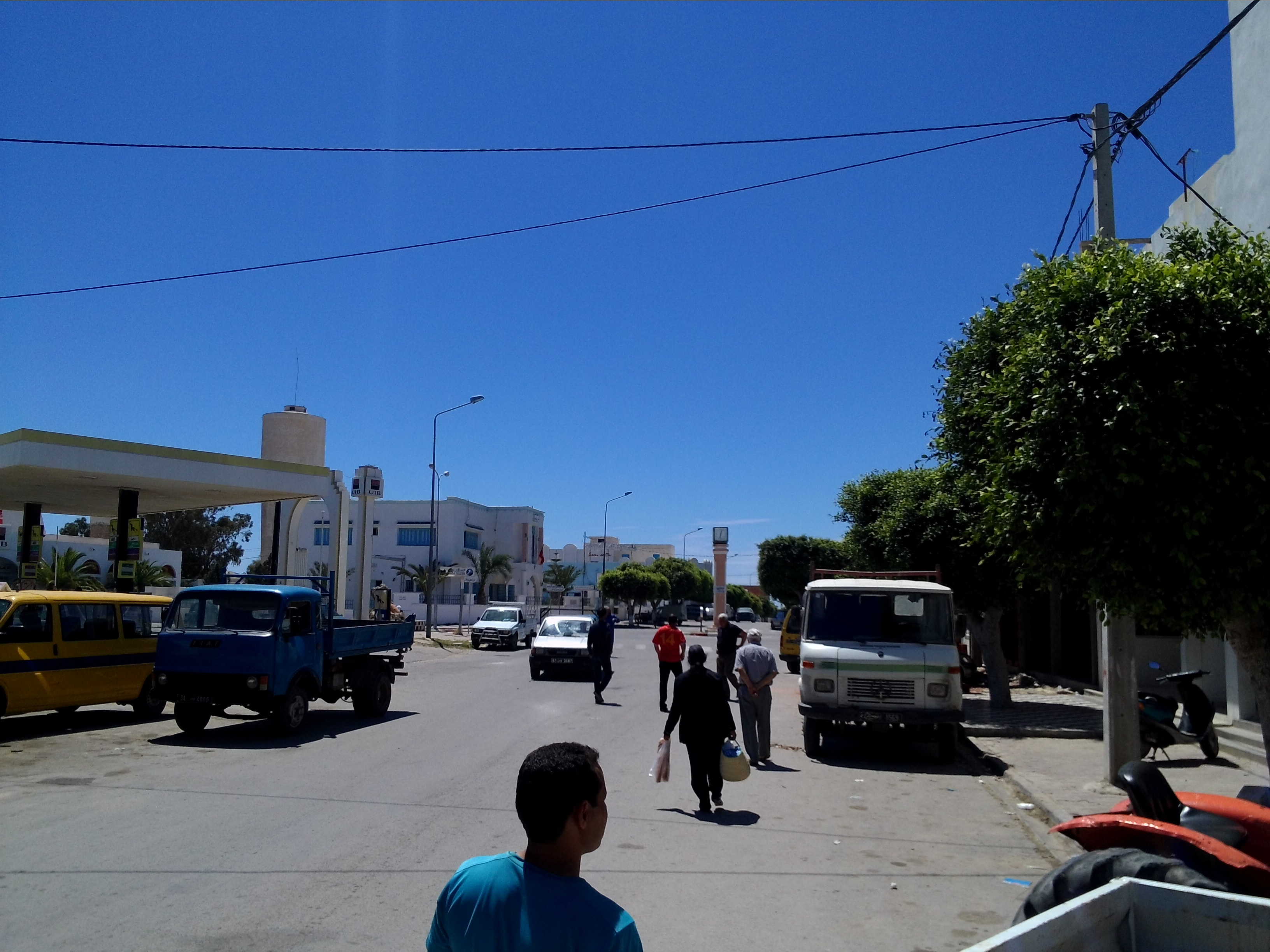
Центр міста
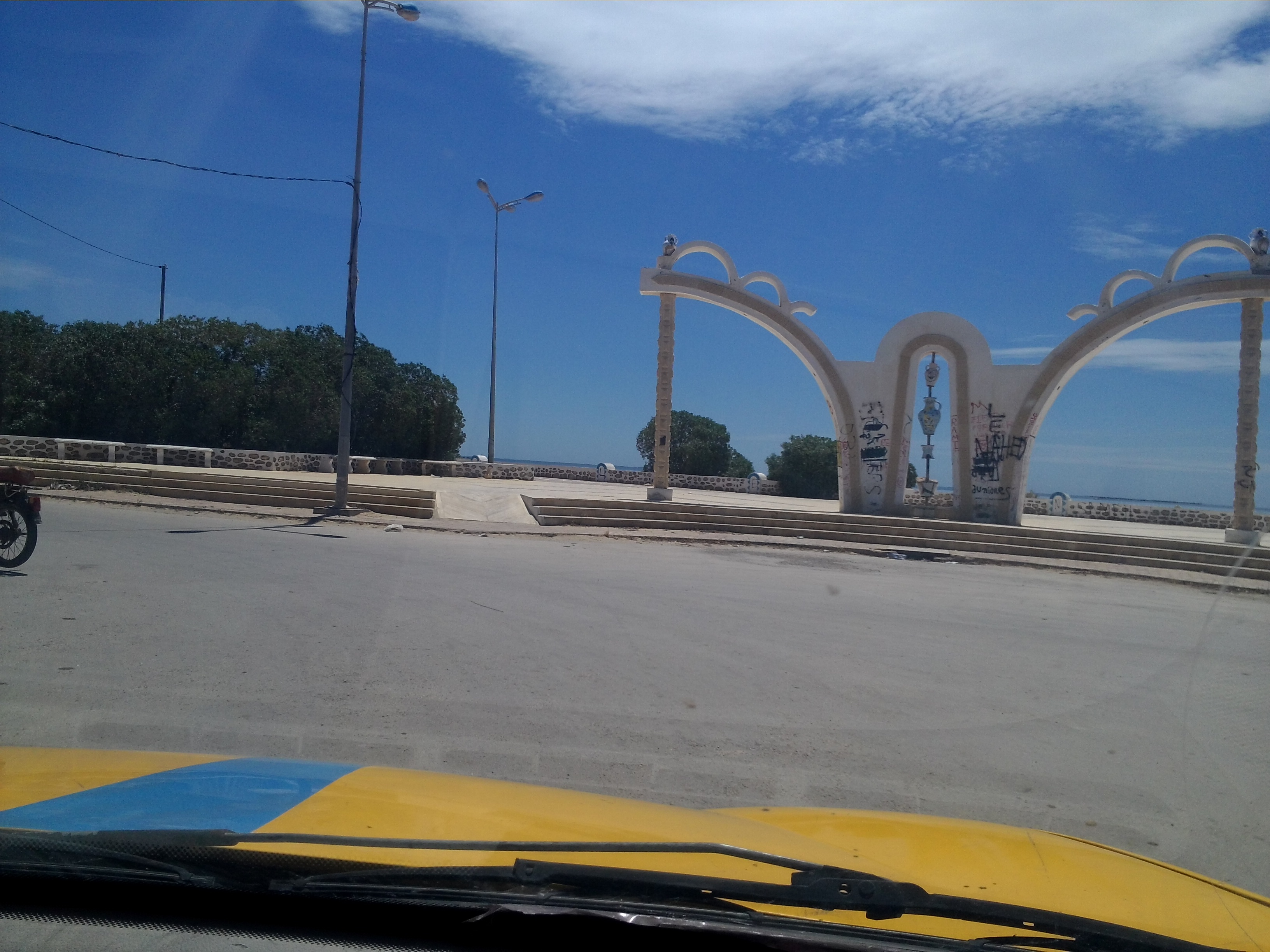
Монумент
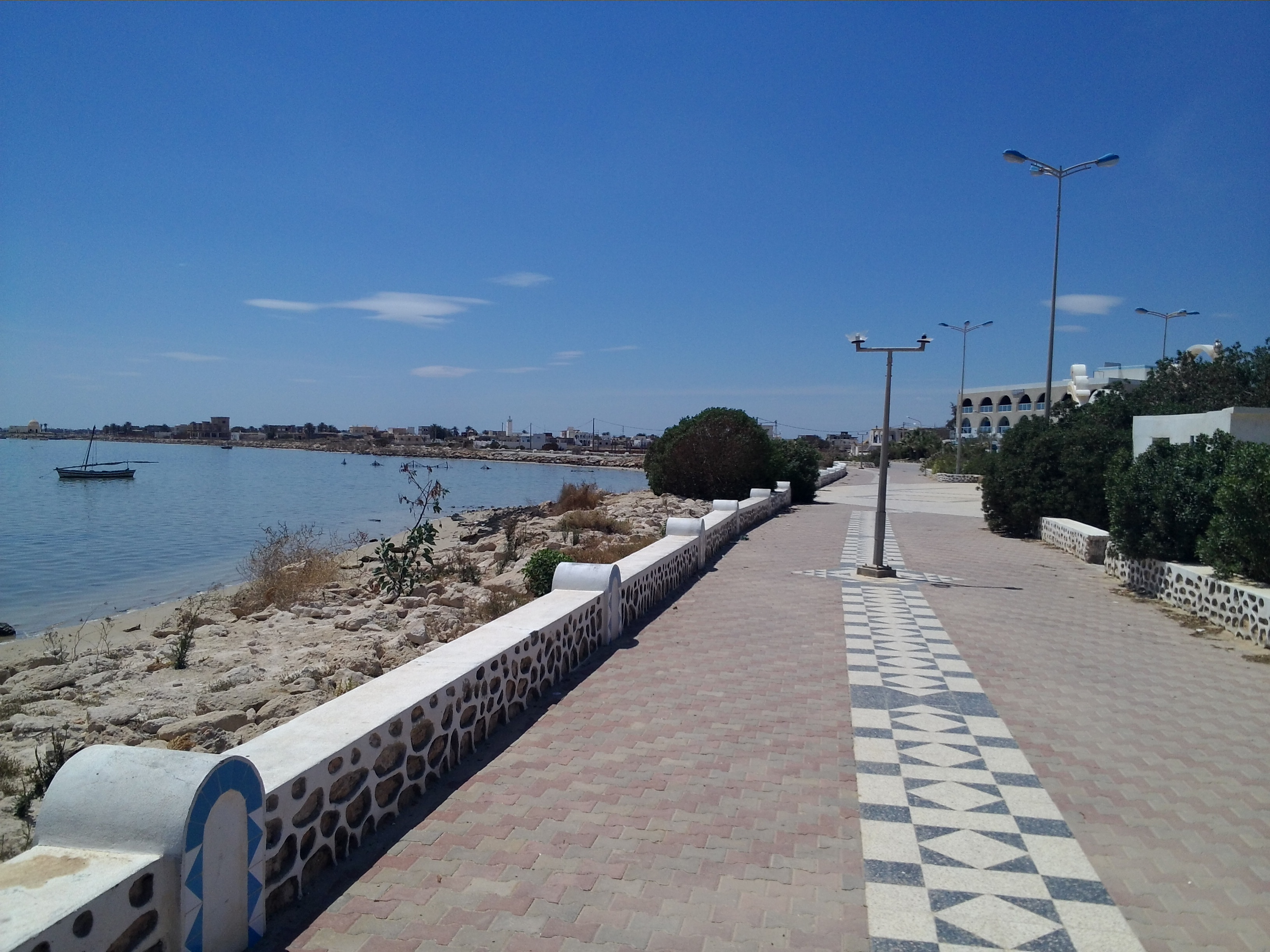
Набережна